# Cal·lèids
Els cal·leids (Callaeidae) són una petita família d'ocells de l'ordre dels passeriformes, endèmica de Nova Zelanda. Està formada per tres gèneres monotípics, un d'ells extingit des de les primeries del segle xx.
Aquests ocells semblen ser restes d'una expansió primerenca de passeriformes a Nova Zelanda. El seu únic parent proper és el Notiomystis cincta.

## Morfologia
- Fan 26 – 38 cm de llargària.
- Al plomatge es presenten els colors gris, negre i blanc, a més del rogenc al Tieke.
- Tenen cames fortes i plomes en forma de barba per darrere del bec.
- Les seves ales són arrodonides i inusualment febles, el que limita molt les seves possibilitats per al vol.
- Tenen unes carúncules de diversos colors a sota el bec.

## Hàbitat i distribució
Les dues espècies que sobreviuen són ocells d'hàbits terrestres que viuen als boscos espessos de Nova Zelanda.

## Alimentació
Salimenten d'insectes i fruits.

## Reproducció
Són monògams i mantenen territoris permanentment. Ponen en primavera, 2 – 4 ous blanquinosos amb taques marró porpra, que coven 18 – 25 dies. La femella s'encarrega en solitari de la construcció del niu i de la covada. El mascle alimenta a la femella i ambdós als pollets.

## Taxonomia
Aquestes aus semblen restes de la primerenca expansió dels passeriformes a Nova Zelanda. No tenen parents propers, excepte Notiomystis cincta, i les seves relacions més llunyanes també són desconegudes. Les relacions filogenètiques entre les espècies no es basen en el mostreig de l'illa del sud (Philesturnus carunculatus).
Segons la classificació del Congrés Ornitològic Internacional (versió 10.2 2020), aquesta família està formada per tres gèneres amb 5 espècies.
- Gènere Callaeas, amb dues espècies.
- Gènere Philesturnus, amb dues espècies.
- Gènere Heteralocha, amb una espècie: huïa (Heteralocha acutirostris) extinta en època històrica.[4]